# Secure Copy Protocol
Secure Copy of SCP is een manier om computerbestanden veilig tussen twee computers over te brengen, met behulp van het Secure Shell (SSH) protocol. 
De term SCP kan verwijzen naar het SCP-protocol en naar het SCP-programma.

## SCP-protocol
Het SCP-protocol maakt gebruik van poort 22, en is verwant aan het BSD rcp-protocol.
SCP kan, in tegenstelling tot rcp, de data tijdens de overdracht versleutelen om meelezen van het bericht door derden moeilijk te maken. Het protocol maakt voor authenticatie en beveiliging gebruik van het onderliggend SSH-protocol. Ook kan SCP interactief om wachtwoorden vragen om een verbinding met een andere computer te leggen, wat rcp ook niet kan.
Het SCP-protocol gaat alleen over bestandsoverdrachten. Dit doet het door een SSH-verbinding te leggen met de host en daar een SCP-server uit te voeren. 
Een voordeel van SCP in vergelijking met FTP is dat het bij de bestanden ook de basisattributen mee kan geven (permissies, tijdindicaties).
Bij downloads stuurt de client een verzoek om bestanden of mappen te downloaden. Bij het downloaden van een directory bepaalt de server welke submappen en files daar in zitten. Dit kan een veiligheidsprobleem vormen bij kwaadwillende servers.
Voor de meeste toepassingen is het SCP-protocol ingehaald door het completere SFTP-protocol, dat ook is gebaseerd op SSH.

## SCP-programma
Het SCP-programma is de client die het SCP-protocol uitvoert. Er is een commandline versie beschikbaar bij de meeste SSH-implementaties. 
Er zijn ook SSH-implementaties met scp2, een programma dat SFTP gebruikt maar verder hetzelfde doet als scp.

## Programma's met SCP

### Server
- OpenSSH

### Clients

#### Multiplatform
- PuTTY PSCP

#### Microsoft Windows
- WinSCP
- PenguiNet

#### Unix
- OpenSSH
- SecPanel
- Midnight Commander

#### Mac OS X
- OpenSSH
- Fugu
- Cyberduck
- MacFusion (gebruikt SSHFS)

## Referentie
- (en) How the scp Protocol Works